# Ruch Nowej Kultury (Wrocław)
Ruch Nowej Kultury – ruch kontrkulturowy działający w latach 1980-1981 na Uniwersytecie Wrocławskim i Państwowej Wyższej Szkole Sztuk Plastycznych we Wrocławiu. 
Powstał w październiku 1980 roku we Wrocławiu. Został stworzony przez grupę 30 osób wywodzących się ruchów hippisowskiego, anarchistycznego, pacyfistycznego oraz nowej lewicy jako uzupełnienie politycznych inicjatyw pojawiających się na fali rewolucji „Solidarności”. Pomysłodawcami powstania ruchu byli Jacek Drobny, Andrzej Dziewit oraz Waldemar Fydrych ps. „Major” (późniejszy przywódca R.N.K.), a wśród członków wymienić Piotra Adamcio ps. „Pablo”, Krzysztofa Albina, Wiesława Cupałę ps. „Rotmistrz”, Pawła Jarodzkiego, Krzysztofa Skarbka oraz Zenona Zegarskiego ps. „Wskazówa”. 
Najważniejszymi akcjami R.N.K. były: pierwszy w Polsce wielkanocny Marsz Pokoju (wspólnie z NZS), happeningowa dystrybucja pisma „A”, które zawierało „Manifest Surrealizmu Socjalistycznego” oraz udział jesienią 1981 roku w strajku studenckim na Uniwersytecie Wrocławskim, w trakcie którego wydawano pismo „Pomarańczowa Alternatywa”.
Spotkania R.N.K. odbywały się na Uniwersytecie Wrocławskim w klubie „Progress” w budynku Instytutu Filozofii. Ruch miał swój własny statut, którego autorami byli Andrzej Dziewit, Jacek Drobny oraz Waldemar Fydrych